# فأر بني شريكي
فأر بني شريكي (الاسم العلمي:Scotinomys xerampelinus) هو نوع من الحيوانات يتبع جنس فأر بني من فصيلة الفأرية.